# Jugoszlávia az 1996. évi nyári olimpiai játékokon
A Jugoszláv Szövetségi Köztársaság az egyesült államokbeli Atlantában megrendezett 1996. évi nyári olimpiai játékok egyik részt vevő nemzete volt. Az országot az olimpián 13 sportágban 68 sportoló képviselte, akik összesen 4 érmet szereztek.

## Érmesek
| Érem  | Versenyző | Sportág       | Versenyszám               |
| ----- | --- | ------------- | ------------------------- |
| Arany | Aleksandra Ivošev | Sportlövészet | Női sportpuska, összetett |
| Ezüst | Nemzeti válogatott Aleksandar Đorđević Dejan Bodiroga Dejan Tomašević Milenko Topić Miroslav Berić Nikola Lončar Predrag Danilović Saša Obradović Vlade Divac Žarko Paspalj Željko Rebrača Zoran Savić | Kosárlabda    | Férfi                     |
| Bronz | Nemzeti válogatott Đorđe Ðurić Žarko Petrović Vladimir Batez Željko Tanasković Dejan Brđović Đula Mešter Slobodan Kovač Nikola Grbić Vladimir Grbić Rajko Jokanović Goran Vujević Andrija Gerić        | Röplabda      | Férfi                     |
| Bronz | Aleksandra Ivošev | Sportlövészet | Női légpuska              |

## Asztalitenisz
Férfi
| Versenyző                       | Versenyszám | Csoportkör | Csoportkör | Nyolcaddöntő      | Negyeddöntő       | Elődöntő          | Döntő             | Helyezés |
| Versenyző                       | Versenyszám | Ellenfél Eredmény | Hely.      | Ellenfél Eredmény | Ellenfél Eredmény | Ellenfél Eredmény | Ellenfél Eredmény | Helyezés |
| ------------------------------- | ----------- | --- | ---------- | ----------------- | ----------------- | ----------------- | ----------------- | -------- |
| Slobodan Grujić                 | Egyes       | F csoport · Philippe Saive (BEL) · 2:1 · Mark Smythe (AUS) · 2:1 · Liu Guoliang (CHN) · 1:2                                                                                  | 2.         | kiesett           | kiesett           | kiesett           | kiesett           | 17.      |
| Aleksandar Karakašević          | Egyes       | N csoport · I Gunszang (PRK) · 1:2 · Ju Namgju (Yu Nam-gyu) (KOR) · 0:2 · Michael Hyatt (JAM) · 2:0                                                                          | 3.         | kiesett           | kiesett           | kiesett           | kiesett           | 33.      |
| Ilija Lupulesku                 | Egyes       | D csoport · I Csholszung (Lee Cheol-Seung) (KOR) · 1:2 · Jan-Ove Waldner (SWE) · 0:2 · Isaac Opoku (GHA) · 2:0                                                               | 2.         | kiesett           | kiesett           | kiesett           | kiesett           | 17.      |
| Ilija Lupulesku Slobodan Grujić | Páros       | H csoport · Nigéria (NGR) · Segun Toriola · Sule Olaleye · 2:0 · Csehország (CZE) · Josef Plachý · Petr Korbel · 2:0 · Japán (JPN) · Sibutani Hirosi · Macusita Kódzsi · 0:2 | 2.         |                   | kiesett           | kiesett           | kiesett           | 9.       |

## Atlétika
Férfi
| Versenyző          | Versenyszám     | Eredmény | Helyezés |
| ------------------ | --------------- | -------- | -------- |
| Borislav Dević     | Maraton         | 2:21:22  | 49.      |
| Aleksandar Raković | 50 km gyaloglás | 3:51:31  | 11.      |

| Versenyző          | Versenyszám | Selejtező | Selejtező | Döntő    | Döntő    |
| Versenyző          | Versenyszám | Eredmény  | Helyezés  | Eredmény | Helyezés |
| ------------------ | ----------- | --------- | --------- | -------- | -------- |
| Dragutin Topić     | Magasugrás  | 228 cm    | 1.***     | 232 cm   | 4.       |
| Stevan Zorić       | Magasugrás  | 215 cm    | 27.**     | kiesett  | kiesett  |
| Andreja Marinković | Távolugrás  | 717 cm    | 41.       | kiesett  | kiesett  |
| Dragan Perić       | Súlylökés   | 19,61 m   | 8.        | 20,07 m  | 8.       |

Női
| Versenyző       | Versenyszám | Előfutam | Előfutam | Előfutam | Negyeddöntő | Negyeddöntő | Negyeddöntő | Elődöntő | Elődöntő | Elődöntő | Döntő   | Döntő    |
| Versenyző       | Versenyszám | Idő      | Hely.    | Össz.    | Idő         | Hely.       | Össz.       | Idő      | Hely.    | Össz.    | Idő     | Helyezés |
| --------------- | ----------- | -------- | -------- | -------- | ----------- | ----------- | ----------- | -------- | -------- | -------- | ------- | -------- |
| Marina Živković | 200 m       | 23,51    | 7.       | 34.      | kiesett     | kiesett     | kiesett     | kiesett  | kiesett  | kiesett  | kiesett | kiesett  |
| Marina Živković | 400 m       | 53,10    | 6.       | 36.      | kiesett     | kiesett     | kiesett     | kiesett  | kiesett  | kiesett  | kiesett | kiesett  |
| Suzana Ćirić    | Maraton     |          |          |          |             |             |             |          |          |          | 2:49:30 | 55.      |

** - két másik versenyzővel azonos eredményt ért el

*** - három másik versenyzővel azonos eredményt ért el

## Birkózás
Kötöttfogású
| Versenyző             | Versenyszám | 32-es főtábla                   | Nyolcaddöntő            | Negyeddöntő       | Elődöntő          | Vigaszág 2. kör            | Vigaszág 3. kör           | Vigaszág 4. kör            | Vigaszág 5. kör   | Vigaszág 6. kör   | Bronz- mérkőzés   | Döntő             | Helyezés |
| Versenyző             | Versenyszám | Ellenfél Eredmény               | Ellenfél Eredmény       | Ellenfél Eredmény | Ellenfél Eredmény | Ellenfél Eredmény          | Ellenfél Eredmény         | Ellenfél Eredmény          | Ellenfél Eredmény | Ellenfél Eredmény | Ellenfél Eredmény | Ellenfél Eredmény | Helyezés |
| --------------------- | ----------- | ------------------------------- | ----------------------- | ----------------- | ----------------- | -------------------------- | ------------------------- | -------------------------- | ----------------- | ----------------- | ----------------- | ----------------- | -------- |
| Aleksandar Jovančević | 82 kg       | Raatbek Szanatbajev (KGZ) · 0–3 |                         |                   |                   | Elias Marcano (VEN) · 11–1 | Anton Arghira (ROU) · 5–0 | Levon Gegamjan (ARM) · 0–2 | kiesett           | kiesett           | kiesett           |                   | 9.       |
| Goran Kasum           | 90 kg       | Doug Cox (CAN) · 3–0            | Hakkı Başar (TUR) · 0–3 |                   |                   |                            | Reynaldo Peña (CUB) · 0–3 | kiesett                    | kiesett           | kiesett           | kiesett           |                   | 18.      |

## Cselgáncs
Férfi
| Versenyző           | Versenyszám | Selejtező         | 32-es főtábla         | Nyolcaddöntő      | Negyeddöntő       | Elődöntő          | Vigaszág első kör | Vigaszág negyeddöntő | Vigaszág elődöntő | Bronz- mérkőzés   | Döntő             | Helyezés |
| Versenyző           | Versenyszám | Ellenfél Eredmény | Ellenfél Eredmény     | Ellenfél Eredmény | Ellenfél Eredmény | Ellenfél Eredmény | Ellenfél Eredmény | Ellenfél Eredmény    | Ellenfél Eredmény | Ellenfél Eredmény | Ellenfél Eredmény | Helyezés |
| ------------------- | ----------- | ----------------- | --------------------- | ----------------- | ----------------- | ----------------- | ----------------- | -------------------- | ----------------- | ----------------- | ----------------- | -------- |
| Dragoljub Radulović | Váltósúly   | erőnyerő          | Johan Laats (BEL) · V | kiesett           | kiesett           | kiesett           |                   |                      |                   |                   |                   | 21.      |
| Mitar Milinković    | Nehézsúly   | erőnyerő          | Csősz Imre (HUN) · V  | kiesett           | kiesett           | kiesett           |                   |                      |                   |                   |                   | 21.      |

## Kajak-kenu

### Síkvízi
Férfi
| Versenyző       | Versenyszám       | Előfutam | Előfutam | Előfutam | Vigaszág | Vigaszág | Vigaszág | Elődöntő | Elődöntő | Elődöntő | Döntő   | Döntő    |
| Versenyző       | Versenyszám       | Idő      | Hely.    | Össz.    | Idő      | Hely.    | Össz.    | Idő      | Hely.    | Össz.    | Idő     | Helyezés |
| --------------- | ----------------- | -------- | -------- | -------- | -------- | -------- | -------- | -------- | -------- | -------- | ------- | -------- |
| Petar Sibinkich | Kajak egyes 500 m | 1:45,799 | 8.       | 19.      | 1:46,532 | 7.       | 12.      | kiesett  | kiesett  | kiesett  | kiesett | kiesett  |

## Kosárlabda

### Férfi
| Jugoszláv férfi kosárlabdacsapat-játékoskeret                                                             | Jugoszláv férfi kosárlabdacsapat-játékoskeret                                                     |
| --- | ------------------------------------------------------------------------------------------------- |
| - Aleksandar Đorđević - Dejan Bodiroga - Dejan Tomašević - Milenko Topić - Miroslav Berić - Nikola Lončar | - Predrag Danilović - Saša Obradović - Vlade Divac - Žarko Paspalj - Željko Rebrača - Zoran Savić |

#### Eredmények
Csoportkör
B csoport
| Csapat            | M | Gy | V | P+  | P–  | Pk   | P  |
| ----------------- | - | -- | - | --- | --- | ---- | -- |
| Jugoszlávia (SCG) | 5 | 5  | 0 | 478 | 364 | +114 | 10 |
| Ausztrália (AUS)  | 5 | 4  | 1 | 492 | 438 | +54  | 9  |
| Görögország (GRE) | 5 | 3  | 2 | 402 | 416 | –14  | 8  |
| Brazília (BRA)    | 5 | 2  | 3 | 498 | 494 | +4   | 7  |
| Puerto Rico (PUR) | 5 | 1  | 4 | 447 | 465 | –18  | 6  |
| Dél-Korea (KOR)   | 5 | 0  | 5 | 422 | 562 | –140 | 5  |

| 1996. július 20. | Görögország (GRE)   | 63–71     | Jugoszlávia (SCG) | Atlanta Játékvezetők: Donald Cline (CAN), Carl Jungebrand (FIN) |
| 1996. július 20. | (30–30) Jegyzőkönyv |           |                   | Atlanta Játékvezetők: Donald Cline (CAN), Carl Jungebrand (FIN) |
| 1996. július 20. | Faszúlasz 21        | Pont      | Savić 21          | Atlanta Játékvezetők: Donald Cline (CAN), Carl Jungebrand (FIN) |
| 1996. július 20. | Faszúlasz 10        | Lepattanó | Divac 8           | Atlanta Játékvezetők: Donald Cline (CAN), Carl Jungebrand (FIN) |
| 1996. július 20. | Szigálasz 4         | Gólpassz  | Đorđević 6        | Atlanta Játékvezetők: Donald Cline (CAN), Carl Jungebrand (FIN) |

| 1996. július 22. | Jugoszlávia (SCG)   | 91–68     | Ausztrália (AUS) | Atlanta Játékvezetők: Wieslaw Zych (POL), Jose Reyes Ronfini (MEX) |
| 1996. július 22. | (54–28) Jegyzőkönyv |           |                  | Atlanta Játékvezetők: Wieslaw Zych (POL), Jose Reyes Ronfini (MEX) |
| 1996. július 22. | Obradović 18        | Pont      | Bradtke 18       | Atlanta Játékvezetők: Wieslaw Zych (POL), Jose Reyes Ronfini (MEX) |
| 1996. július 22. | Rebrača, Savić 5    | Lepattanó | Gaze 7           | Atlanta Játékvezetők: Wieslaw Zych (POL), Jose Reyes Ronfini (MEX) |
| 1996. július 22. | Danilović 6         | Gólpassz  | Gaze 8           | Atlanta Játékvezetők: Wieslaw Zych (POL), Jose Reyes Ronfini (MEX) |

| 1996. július 24. | Jugoszlávia (SCG)   | 118–65    | Dél-Korea (KOR)                 | Atlanta Játékvezetők: Joseph Derosa (USA), Virun Thongpila (THA) |
| 1996. július 24. | (57–28) Jegyzőkönyv |           |                                 | Atlanta Játékvezetők: Joseph Derosa (USA), Virun Thongpila (THA) |
| 1996. július 24. | Danilović 19        | Pont      | Hjon Dzsujop (Hyeon Ju-Yeop) 20 | Atlanta Játékvezetők: Joseph Derosa (USA), Virun Thongpila (THA) |
| 1996. július 24. | Divac 8             | Lepattanó | Kang Donghi (Gang Dong-Hui) 4   | Atlanta Játékvezetők: Joseph Derosa (USA), Virun Thongpila (THA) |
| 1996. július 24. | Đorđević 10         | Gólpassz  | Ho Dzse (Heo Jae) 5             | Atlanta Játékvezetők: Joseph Derosa (USA), Virun Thongpila (THA) |

| 1996. július 26. | Brazília (BRA)      | 82–101    | Jugoszlávia (SCG)  | Atlanta Játékvezetők: Gennaro Colucci (ITA), Raul Chaves Sagel (ARG) |
| 1996. július 26. | (31–55) Jegyzőkönyv |           |                    | Atlanta Játékvezetők: Gennaro Colucci (ITA), Raul Chaves Sagel (ARG) |
| 1996. július 26. | de Mello 19         | Pont      | Danilović 21       | Atlanta Játékvezetők: Gennaro Colucci (ITA), Raul Chaves Sagel (ARG) |
| 1996. július 26. | Joerke 6            | Lepattanó | Divac, Tomašević 6 | Atlanta Játékvezetők: Gennaro Colucci (ITA), Raul Chaves Sagel (ARG) |
| 1996. július 26. | Ratto, Klafke 4     | Gólpassz  | Obradović 6        | Atlanta Játékvezetők: Gennaro Colucci (ITA), Raul Chaves Sagel (ARG) |

| 1996. július 28. | Jugoszlávia (SCG)   | 97–86     | Puerto Rico (PUR) | Atlanta Játékvezetők: Donald Cline (CAN), Serguei Boulanov (RUS) |
| 1996. július 28. | (45–34) Jegyzőkönyv |           |                   | Atlanta Játékvezetők: Donald Cline (CAN), Serguei Boulanov (RUS) |
| 1996. július 28. | Danilović 22        | Pont      | Ortíz 20          | Atlanta Játékvezetők: Donald Cline (CAN), Serguei Boulanov (RUS) |
| 1996. július 28. | Divac 10            | Lepattanó | Ortíz 11          | Atlanta Játékvezetők: Donald Cline (CAN), Serguei Boulanov (RUS) |
| 1996. július 28. | Đorđević 7          | Gólpassz  | Rivera 9          | Atlanta Játékvezetők: Donald Cline (CAN), Serguei Boulanov (RUS) |

Negyeddöntő
| 1996. július 30. 12:00 | Jugoszlávia (SCG)   | 128–61    | Kína (CHN)                              | Atlanta Játékvezetők: Isida Hidetosi (JPN), Gennaro Colucci (ITA) |
| 1996. július 30. 12:00 | (63–29) Jegyzőkönyv |           |                                         | Atlanta Játékvezetők: Isida Hidetosi (JPN), Gennaro Colucci (ITA) |
| 1996. július 30. 12:00 | Rebrača 22          | Pont      | Vang Cse-cse (Wang Zhizhi) 13           | Atlanta Játékvezetők: Isida Hidetosi (JPN), Gennaro Colucci (ITA) |
| 1996. július 30. 12:00 | Topić 8             | Lepattanó | Vang Cse-cse (Wang Zhizhi), Wu Naiqun 4 | Atlanta Játékvezetők: Isida Hidetosi (JPN), Gennaro Colucci (ITA) |
| 1996. július 30. 12:00 | Berić, Đorđević 6   | Gólpassz  | Li Hsziao-jung (Li Xiaoyong) 3          | Atlanta Játékvezetők: Isida Hidetosi (JPN), Gennaro Colucci (ITA) |

Elődöntő
| 1996. augusztus 1. 20:00 | Jugoszlávia (SCG)   | 66–58     | Litvánia (LTU) | Atlanta Játékvezetők: Wieslaw Zych (POL), Jose Lapaix Guance (DOM) |
| 1996. augusztus 1. 20:00 | (35–31) Jegyzőkönyv |           |                | Atlanta Játékvezetők: Wieslaw Zych (POL), Jose Lapaix Guance (DOM) |
| 1996. augusztus 1. 20:00 | Danilović 19        | Pont      | Kurtinaitis 22 | Atlanta Játékvezetők: Wieslaw Zych (POL), Jose Lapaix Guance (DOM) |
| 1996. augusztus 1. 20:00 | Divac 8             | Lepattanó | Sabonis 13     | Atlanta Játékvezetők: Wieslaw Zych (POL), Jose Lapaix Guance (DOM) |
| 1996. augusztus 1. 20:00 | Bodiroga 4          | Gólpassz  | Marčiulionis 6 | Atlanta Játékvezetők: Wieslaw Zych (POL), Jose Lapaix Guance (DOM) |

Döntő
| 1996. augusztus 3. 22:00 | Jugoszlávia (SCG)    | 69–95     | Egyesült Államok (USA) | Atlanta Játékvezetők: Miguel Betancor Leon (ESP), Jose Reyes Ronfini (MEX) |
| 1996. augusztus 3. 22:00 | (38–43) Jegyzőkönyv  |           |                        | Atlanta Játékvezetők: Miguel Betancor Leon (ESP), Jose Reyes Ronfini (MEX) |
| 1996. augusztus 3. 22:00 | Paspalj 19           | Pont      | Robinson 28            | Atlanta Játékvezetők: Miguel Betancor Leon (ESP), Jose Reyes Ronfini (MEX) |
| 1996. augusztus 3. 22:00 | Bodiroga, Đorđević 5 | Lepattanó | Robinson 7             | Atlanta Játékvezetők: Miguel Betancor Leon (ESP), Jose Reyes Ronfini (MEX) |
| 1996. augusztus 3. 22:00 | Đorđević 6           | Gólpassz  | Stockton 7             | Atlanta Játékvezetők: Miguel Betancor Leon (ESP), Jose Reyes Ronfini (MEX) |

| Csapat            | Helyezés |
| ----------------- | -------- |
| Jugoszlávia (SCG) |          |

## Műugrás
Férfi
| Versenyző     | Versenyszám        | Selejtező | Selejtező | Elődöntő | Elődöntő | Döntő   | Döntő    |
| Versenyző     | Versenyszám        | Pont      | Helyezés  | Pont     | Helyezés | Pont    | Helyezés |
| ------------- | ------------------ | --------- | --------- | -------- | -------- | ------- | -------- |
| Siniša Žugić  | Egyéni műugrás     | 181,17    | 38.       | kiesett  | kiesett  | kiesett | kiesett  |
| Vukan Vuletić | Egyéni toronyugrás | 187,17    | 37.       | kiesett  | kiesett  | kiesett | kiesett  |

## Röplabda

### Férfi
| Jugoszláv férfi röplabdacsapat-játékoskeret                                                       | Jugoszláv férfi röplabdacsapat-játékoskeret                                                        |
| ------------------------------------------------------------------------------------------------- | -------------------------------------------------------------------------------------------------- |
| - Đorđe Ðurić - Žarko Petrović - Vladimir Batez - Željko Tanasković - Dejan Brđović - Đula Mešter | - Slobodan Kovač - Nikola Grbić - Vladimir Grbić - Rajko Jokanović - Goran Vujević - Andrija Gerić |

#### Eredmények
Csoportkör
B csoport
|                   |      | Mérkőzések | Mérkőzések | Szettek | Szettek | Szettek | Pontok | Pontok | Pontok |
| Csapat            | Pont | Gy         | V          | Sz+     | Sz–     | SzA     | P+     | P–     | PA     |
| ----------------- | ---- | ---------- | ---------- | ------- | ------- | ------- | ------ | ------ | ------ |
| Olaszország (ITA) | 10   | 5          | 0          | 15      | 0       | MAX     | 225    | 138    | 1,630  |
| Hollandia (NED)   | 9    | 4          | 1          | 12      | 3       | 4,000   | 209    | 131    | 1,595  |
| Jugoszlávia (YUG) | 8    | 3          | 2          | 9       | 8       | 1,125   | 215    | 191    | 1,126  |
| Oroszország (RUS) | 7    | 2          | 3          | 7       | 9       | 0,778   | 181    | 216    | 0,838  |
| Dél-Korea (KOR)   | 6    | 1          | 4          | 3       | 12      | 0,250   | 156    | 198    | 0,788  |
| Tunézia (TUN)     | 5    | 0          | 5          | 1       | 15      | 0,067   | 113    | 225    | 0,502  |

| 1996. július 21. 16:00 | Jugoszlávia (SCG)            | 3–1 | Oroszország (RUS) | Atlanta Játékvezető: Takashi Shimoyama (JPN), Barry Dragon (USA) |
| 1996. július 21. 16:00 | (10–15, 15–13, 15–10, 15–11) |     |                   | Atlanta Játékvezető: Takashi Shimoyama (JPN), Barry Dragon (USA) |

| 1996. július 23. 19:30 | Jugoszlávia (SCG)   | 3–0 | Dél-Korea (KOR) | Atlanta Játékvezető: Barry Dragon (USA), Jose Sanler Diaz (CUB) |
| 1996. július 23. 19:30 | (15–5, 15–6, 16–14) |     |                 | Atlanta Játékvezető: Barry Dragon (USA), Jose Sanler Diaz (CUB) |

| 1996. július 25. 16:00 | Tunézia (TUN)             | 1–3 | Jugoszlávia (SCG) | Atlanta Játékvezető: Neill Luebke (USA), Takash Shimoyama (JPN) |
| 1996. július 25. 16:00 | (4–15, 17–15, 3–15, 3–15) |     |                   | Atlanta Játékvezető: Neill Luebke (USA), Takash Shimoyama (JPN) |

| 1996. július 27. 10:00 | Jugoszlávia (SCG)  | 0–3 | Hollandia (NED) | Atlanta Játékvezető: Konstantinos Margaritis (GRE), Gabrie Gimenez (ESP) |
| 1996. július 27. 10:00 | (7–15, 6–15, 9–15) |     |                 | Atlanta Játékvezető: Konstantinos Margaritis (GRE), Gabrie Gimenez (ESP) |

| 1996. július 29. 10:00 | Olaszország (ITA)    | 3–0 | Jugoszlávia (SCG) | Atlanta Játékvezető: Guillermo Paredes (ARG), Jarmo Salonen (FIN) |
| 1996. július 29. 10:00 | (15–12, 15–8, 15–12) |     |                   | Atlanta Játékvezető: Guillermo Paredes (ARG), Jarmo Salonen (FIN) |

Negyeddöntő
| 1996. július 31. 19:30 | Brazília (BRA)                   | 2–3 | Jugoszlávia (SCG) | Atlanta Játékvezető: Zheng Zhong Qu (CHN), Young-Ho Cho (KOR) |
| 1996. július 31. 19:30 | (6–15, 5–15, 15–8, 16–14, 10–15) |     |                   | Atlanta Játékvezető: Zheng Zhong Qu (CHN), Young-Ho Cho (KOR) |

Elődöntő
| 1996. augusztus 2. 19:30 | Jugoszlávia (SCG)         | 1–3 | Olaszország (ITA) | Atlanta Játékvezető: Josebel Palmeirim (BRA), Patrick Rachard (FRA) |
| 1996. augusztus 2. 19:30 | (12–15, 15–8, 6–15, 7–15) |     |                   | Atlanta Játékvezető: Josebel Palmeirim (BRA), Patrick Rachard (FRA) |

Bronzmérkőzés
| 1996. augusztus 4. 12:00 | Oroszország (RUS)        | 1–3 | Jugoszlávia (SCG) | Atlanta Játékvezető: Takashi Shimoyama (JPN), Konstantinos Margaritis (GRE) |
| 1996. augusztus 4. 12:00 | (8–15, 15–7, 8–15, 9–15) |     |                   | Atlanta Játékvezető: Takashi Shimoyama (JPN), Konstantinos Margaritis (GRE) |

| Csapat            | Helyezés |
| ----------------- | -------- |
| Jugoszlávia (SCG) |          |

## Sportlövészet
Férfi
| Versenyző           | Versenyszám           | Selejtező | Selejtező   | Döntő   | Döntő    |
| Versenyző           | Versenyszám           | Pont      | Helyezés    | Pont    | Helyezés |
| ------------------- | --------------------- | --------- | ----------- | ------- | -------- |
| Nemanja Mirosavljev | Légpuska              | 589       | 15.**       | kiesett | kiesett  |
| Goran Maksimović    | Légpuska              | 589       | 15.**       | kiesett | kiesett  |
| Goran Maksimović    | Sportpuska, fekvő     | 594       | 20.*****    | kiesett | kiesett  |
| Goran Maksimović    | Sportpuska, összetett | 1173      | 3.          | 1268,8  | 4.       |
| Stevan Pletikosić   | Sportpuska, összetett | 1156      | 35.*        | kiesett | kiesett  |
| Stevan Pletikosić   | Sportpuska, fekvő     | 595       | 11.******** | kiesett | kiesett  |

Női
| Versenyző         | Versenyszám           | Selejtező | Selejtező | Döntő   | Döntő    |
| Versenyző         | Versenyszám           | Pont      | Helyezés  | Pont    | Helyezés |
| ----------------- | --------------------- | --------- | --------- | ------- | -------- |
| Marija Mladenović | Légpisztoly           | 370       | 34.*      | kiesett | kiesett  |
| Jasna Šekarić     | Légpisztoly           | 384       | 5.*       | 487,1   | 4.       |
| Jasna Šekarić     | Sportpisztoly         | 580       | 6.**      | 680,4   | 6.       |
| Aleksandra Ivošev | Légpuska              | 395       | 2.***     | 497,2   |          |
| Aleksandra Ivošev | Sportpuska, összetett | 587       | 2.        | 686,1   |          |
| Binder Aranka     | Sportpuska, összetett | 574       | 22.***    | kiesett | kiesett  |
| Binder Aranka     | Légpuska              | 393       | 9.***     | kiesett | kiesett  |

* - egy másik versenyzővel azonos eredményt ért el

** - két másik versenyzővel azonos eredményt ért el

*** - három másik versenyzővel azonos eredményt ért el

***** - öt másik versenyzővel azonos eredményt ért el

******** - nyolc másik versenyzővel azonos eredményt ért el

## Súlyemelés
| Versenyző       | Versenyszám | Szakítás | Szakítás | Lökés    | Lökés    | Összesen | Helyezés |
| Versenyző       | Versenyszám | Eredmény | Helyezés | Eredmény | Helyezés | Összesen | Helyezés |
| --------------- | ----------- | -------- | -------- | -------- | -------- | -------- | -------- |
| Miodrag Kovačić | 64 kg       | 110,0    | 33.*     | 137,5    | 34.      | 247,5    | 34.      |

* - másik versenyzővel azonos eredményt ért el

## Úszás
Férfi
| Versenyző       | Versenyszám    | Előfutam | Előfutam | Előfutam | Döntő   | Döntő   | Döntő   | Helyezés |
| Versenyző       | Versenyszám    | Idő      | Hely.    | Össz.    | Típus   | Idő     | Hely.   | Helyezés |
| --------------- | -------------- | -------- | -------- | -------- | ------- | ------- | ------- | -------- |
| Nikola Kalabić  | 100 m gyors    | 52,98    | 5.       | 53.      | kiesett | kiesett | kiesett | kiesett  |
| Vladan Marković | 100 m pillangó | 54,90    | 4.       | 28.      | kiesett | kiesett | kiesett | kiesett  |
| Vladan Marković | 200 m pillangó | 2:01,80  | 5.       | 28.      | kiesett | kiesett | kiesett | kiesett  |

Női
| Versenyző      | Versenyszám | Előfutam | Előfutam | Előfutam | Döntő   | Döntő   | Döntő   | Helyezés |
| Versenyző      | Versenyszám | Idő      | Hely.    | Össz.    | Típus   | Idő     | Hely.   | Helyezés |
| -------------- | ----------- | -------- | -------- | -------- | ------- | ------- | ------- | -------- |
| Duška Radan    | 50 m gyors  | 27,62    | 5.       | 45.      | kiesett | kiesett | kiesett | kiesett  |
| Duška Radan    | 100 m gyors | 1:00,34  | 6.       | 46.      | kiesett | kiesett | kiesett | kiesett  |
| Maja Grozdanić | 200 m hát   | 2:20,65  | 1.       | 27.      | kiesett | kiesett | kiesett | kiesett  |

## Vívás
Női
| Versenyző          | Versenyszám       | Selejtező                    | 32-es főtábla     | Nyolcaddöntő      | Negyeddöntő       | Elődöntő          | Bronz- mérkőzés   | Döntő             | Helyezés |
| Versenyző          | Versenyszám       | Ellenfél Eredmény            | Ellenfél Eredmény | Ellenfél Eredmény | Ellenfél Eredmény | Ellenfél Eredmény | Ellenfél Eredmény | Ellenfél Eredmény | Helyezés |
| ------------------ | ----------------- | ---------------------------- | ----------------- | ----------------- | ----------------- | ----------------- | ----------------- | ----------------- | -------- |
| Tamara Savić-Šotra | Párbajtőr, egyéni | Julija Garajeva (RUS) · 7–15 | kiesett           | kiesett           | kiesett           | kiesett           | kiesett           | kiesett           | 36.      |

## Vízilabda
| Szerbia és Montenegrói férfi vízilabdacsapat-játékoskeret                                                                   | Szerbia és Montenegrói férfi vízilabdacsapat-játékoskeret                                           |
| --- | --------------------------------------------------------------------------------------------------- |
| - Aleksandar Šoštar - Petar Trbojević - Vaso Subotić - Predrag Zimonjić - Igor Milanović - Aleksandar Šapić - Mirko Vičević | - Veljko Uskoković - Dejan Savić - Viktor Jelenić - Vlada Vujasinović - Ranko Perović - Milan Tadić |

### Eredmények
Csoportkör
A csoport
| Csapat              | M | Gy | D | V | G+ | G– | Gk  | P  |
| ------------------- | - | -- | - | - | -- | -- | --- | -- |
| Magyarország (HUN)  | 5 | 5  | 0 | 0 | 47 | 38 | +9  | 10 |
| Jugoszlávia (SCG)   | 5 | 3  | 1 | 1 | 46 | 44 | +2  | 7  |
| Spanyolország (ESP) | 5 | 3  | 0 | 2 | 39 | 33 | +6  | 6  |
| Oroszország (RUS)   | 5 | 2  | 1 | 2 | 42 | 38 | +4  | 5  |
| Németország (GER)   | 5 | 1  | 0 | 4 | 36 | 45 | –9  | 2  |
| Hollandia (NED)     | 5 | 0  | 0 | 5 | 36 | 48 | –12 | 0  |

| 1996. július 20. 11:00 | Hollandia (NED)      | 8–11 | Jugoszlávia (SCG) | Játékvezetők: Jean Demey (FRA), Radu Timoc (ROM) |
| 1996. július 20. 11:00 | (2–3, 2–4, 2–3, 2–1) |      |                   | Játékvezetők: Jean Demey (FRA), Radu Timoc (ROM) |
| 1996. július 20. 11:00 | van der Meer 4       |      | három játékos 3   | Játékvezetők: Jean Demey (FRA), Radu Timoc (ROM) |

| 1996. július 21. 11:00 | Jugoszlávia (SCG)    | 9–9 | Oroszország (RUS) | Játékvezetők: Dimitrios Iliadis (GRE), Wilhelm Keman (NED) |
| 1996. július 21. 11:00 | (3–3, 1–1, 4–2, 1–3) |     |                   | Játékvezetők: Dimitrios Iliadis (GRE), Wilhelm Keman (NED) |
| 1996. július 21. 11:00 | három játékos 2      |     | Gorskov 4         | Játékvezetők: Dimitrios Iliadis (GRE), Wilhelm Keman (NED) |

| 1996. július 22. 12:40 | Spanyolország (ESP)  | 7–9 | Jugoszlávia (SCG) | Játékvezetők: Eugenio Martinez (CUB), Dimitrios Iliadis (GRE) |
| 1996. július 22. 12:40 | (1–2, 1–3, 2–2, 3–2) |     |                   | Játékvezetők: Eugenio Martinez (CUB), Dimitrios Iliadis (GRE) |
| 1996. július 22. 12:40 | Estiarte, Oca 2      |     | három játékos 2   | Játékvezetők: Eugenio Martinez (CUB), Dimitrios Iliadis (GRE) |

| 1996. július 23. 11:00 | Jugoszlávia (SCG)    | 9–8 | Németország (GER)    | Játékvezetők: Bret Bernard (USA), Vladimir Prikhodko (KAZ) |
| 1996. július 23. 11:00 | (2–1, 1–3, 5–2, 1–2) |     |                      | Játékvezetők: Bret Bernard (USA), Vladimir Prikhodko (KAZ) |
| 1996. július 23. 11:00 | Vičević 3            |     | Reimann, J. Dresel 2 | Játékvezetők: Bret Bernard (USA), Vladimir Prikhodko (KAZ) |

| 1996. július 24. 11:00 | Magyarország (HUN)   | 12–8 | Jugoszlávia (SCG) | Játékvezetők: Francois Simons (BEL), Salvatore Merola (ITA) |
| 1996. július 24. 11:00 | (4–2, 3–1, 4–3, 1–2) |      |                   | Játékvezetők: Francois Simons (BEL), Salvatore Merola (ITA) |
| 1996. július 24. 11:00 | Benedek, Varga 3     |      | három játékos 2   | Játékvezetők: Francois Simons (BEL), Salvatore Merola (ITA) |

Negyeddöntő
| 1996. július 26. 16:40 | Jugoszlávia (SCG)    | 6–8 | Horvátország (CRO) | Játékvezetők: Jean Demey (FRA), Peter Kerr (AUS) |
| 1996. július 26. 16:40 | (1–3, 1–2, 2–1, 2–2) |     |                    | Játékvezetők: Jean Demey (FRA), Peter Kerr (AUS) |
| 1996. július 26. 16:40 | Vičević, Uskoković 2 |     | Šimenc 3           | Játékvezetők: Jean Demey (FRA), Peter Kerr (AUS) |

Az 5–8. helyért
| 1996. július 27. 20:40 | Jugoszlávia (SCG)                   | 15–16 (h. u.) | Oroszország (RUS) | Játékvezetők: Robert Tellegen (NED), Francois Simons (BEL) |
| 1996. július 27. 20:40 | (5–4, 1–2, 3–3, 3–3, 1–2, 2–1, 0–1) |               |                   | Játékvezetők: Robert Tellegen (NED), Francois Simons (BEL) |
| 1996. július 27. 20:40 | Jelenić, Vujasinović 3              |               | Jerisov 3         | Játékvezetők: Robert Tellegen (NED), Francois Simons (BEL) |

A 7. helyért
| 1996. július 28. 11:30 | Egyesült Államok (USA) | 12–8 | Jugoszlávia (SCG) | Játékvezetők: Kosztolánczy György (HUN), Joaquin Fernandez (ESP) |
| 1996. július 28. 11:30 | (2–1, 5–2, 2–2, 3–3)   |      |                   | Játékvezetők: Kosztolánczy György (HUN), Joaquin Fernandez (ESP) |
| 1996. július 28. 11:30 | Oeding 3               |      | Savić 3           | Játékvezetők: Kosztolánczy György (HUN), Joaquin Fernandez (ESP) |

| Csapat            | Helyezés |
| ----------------- | -------- |
| Jugoszlávia (SCG) | 8.       |